# Krivica
Krivica ili vinost je pravna kategorija. U građanskom pravu se cijeni strože nego u krivičnom. Naš Zakon ne daje definiciju krivice. On polazi od toga da krivica postoji kada je štetnik prouzrokovao štetu namjerno ili nepažnjom. Ipak, može se zaključiti da Zakon u pojmu krivice prepoznaje izvjesne subjektivne elemente u smislu psihički voljnog akta, jer izvjesna lica smatra neodgovornim. To su lica koja usljed duševne bolesti ili zaostalog umnog razvoja ili drugih razloga nisu sposobna za rasuđivanje, kao i maloljetnici od navršene sedme do navršene četrnaeste godine, osim ako se dokaže da su pri prouzrokovanju štete bili sposobni za rasuđivanje. Pojam krivice se na jedan način objektivizira kao standard ponašanja razumnog i pažljivog čovjeka.
Profesor  Mihailo Konstantinović je u Skici za ZOO u čl. 127. (kada postoji krivica) naveo: "Pri prosuđivanju da li je lice koje je štetu prouzrokovalo, krivo ili ne, tj. da li se ponašalo kako je trebalo, sud vodi računa o redovnom toku stvari i o tome šta se od razumnog i pažljivog čovjeka moglo osnovano očekivati u datim okolnostima." U Zakonu Srbije postoji oboriva pretpostavka krivice, krivica se pretpostavlja ukoliko postoji šteta i uzročna veza ali štetnik može dokazivati da nije kriv. Kada se za neko lice u sporu utvrdi da je štetu prouzrokovalo, onda se postavlja pitanje krivice, a mjerilo za ocjenjivanje je da li se takvo lice ponašalo kako je trebalo. Sud prvo utvrđuje kako se ponašao tuženi pa zatim to ponašanje  upoređuje sa ponašanjem razumnog i pažljivog čovjeka.
Filozofski, krivica u krivičnom pravu je odraz funkcionalnog društva i njegove sposobnosti da osudi postupke pojedinaca. Ono u osnovi počiva na pretpostavci slobodne volje, u kojoj pojedinci biraju akcije i stoga su podvrgnuti spoljašnjoj proceni ispravnosti ili pogrešnosti tih akcija. Kako je opisao sudija Alvin B. Rubin u predmetu Sjedinjene Države protiv Lajona (1984):
Presuda o krivici je više od činjeničnog utvrđivanja da je okrivljeni povukao okidač, uzeo bicikl ili prodao heroin. Moralni je sud da je pojedinac vredan krivice. Naša kolektivna savest ne dozvoljava kaznu tamo gde ne može da nametne krivicu. Naš koncept dostojnosti krivice počiva na pretpostavkama koje su starije od Republike: čovek je prirodno obdaren ovim dvema velikim sposobnostima, razumevanjem i slobodom volje. Istorijski gledano, naše materijalno krivično pravo je zasnovano na teoriji kažnjavanja opake volje. Ono postavlja da je slobodan igrač suočen sa izborom između ispravnog i lošeg, i slobodnog izbora da se čini loše.

## Moralne i pravne definicije
„Krivica“ je obaveza osobe koja je prekršila moralno merilo da snosi sankcije koje su nametnute tim moralnim merilom. U pravnom smislu, krivica znači da je utvrđeno da je prekršen krivični zakon, iako zakon takođe postavlja „pitanje odbrane, izjašnjavanja o krivici, ublažavanja krivičnih dela i opravdanosti tužbe“.
Les Parot povlači trostruku razliku između „objektivne ili pravne krivice, koja se javlja kada su zakoni društva prekršeni... društvene krivice... [preko] nepisanog zakona društvenog očekivanja“, i konačno načina na koji se „lična krivica javlja kada neko kompromituje sopstvene standarde“.

## Lekovi
Krivica se ponekad može ispraviti: kaznom (uobičajena radnja koja se savetuje ili zahteva u mnogim pravnim i moralnim kodeksima); oproštenjem (kao u transformativnom pravu); popravljanja (pogledajte reparaciju ili akte reparacije), ili „restituciju ... važan korak u pronalaženju slobode od stvarne krivice“; ili iskrenim kajanjem (kao kod ispovedanja u katoličanstvu ili restorativne pravde). Krivica takođe može biti ispravljena kroz intelektualizaciju ili spoznaju (shvatanje da je izvor osećanja krivice nelogičan ili nebitan). Pomaganje drugim ljudima takođe može pomoći u oslobađanju od osećanja krivice: „tako da su krivi ljudi često korisni ljudi ... pomažu, kao što primanje spoljne nagrade, čini da se ljudi osećaju bolje“. Postoje i takozvani „Don Žuani dostignuća ... koji plaćaju rate za svoj superego ne patnjom već dostignućima .... Pošto nijedno dostignuće ne uspeva u stvarnom poništavanju nesvesne krivice, ove osobe su prinuđene da trče od jednog dostignuća do drugog“.
Zakon obično ne prihvata samokažnjavanje agenta, ali neki drevni zakoni jesu: u Atini, optuženi je mogao da predloži sopstveni lek, koji bi, zapravo, mogao da bude nagrada, dok bi tužilac predložio drugi, a porota bi izabrala nešto između. Ovo bi primoralo optuženog da se efikasno kladi na svoju podršku zajednice, kao što je Sokrat učinio kada je predložio „soba i pansion u gradskoj većnici“ kao svoju sudbinu. Izgubio je i popio kukutu, otrov, kako mu je savetovao tužilac.